# مراكب الشمس

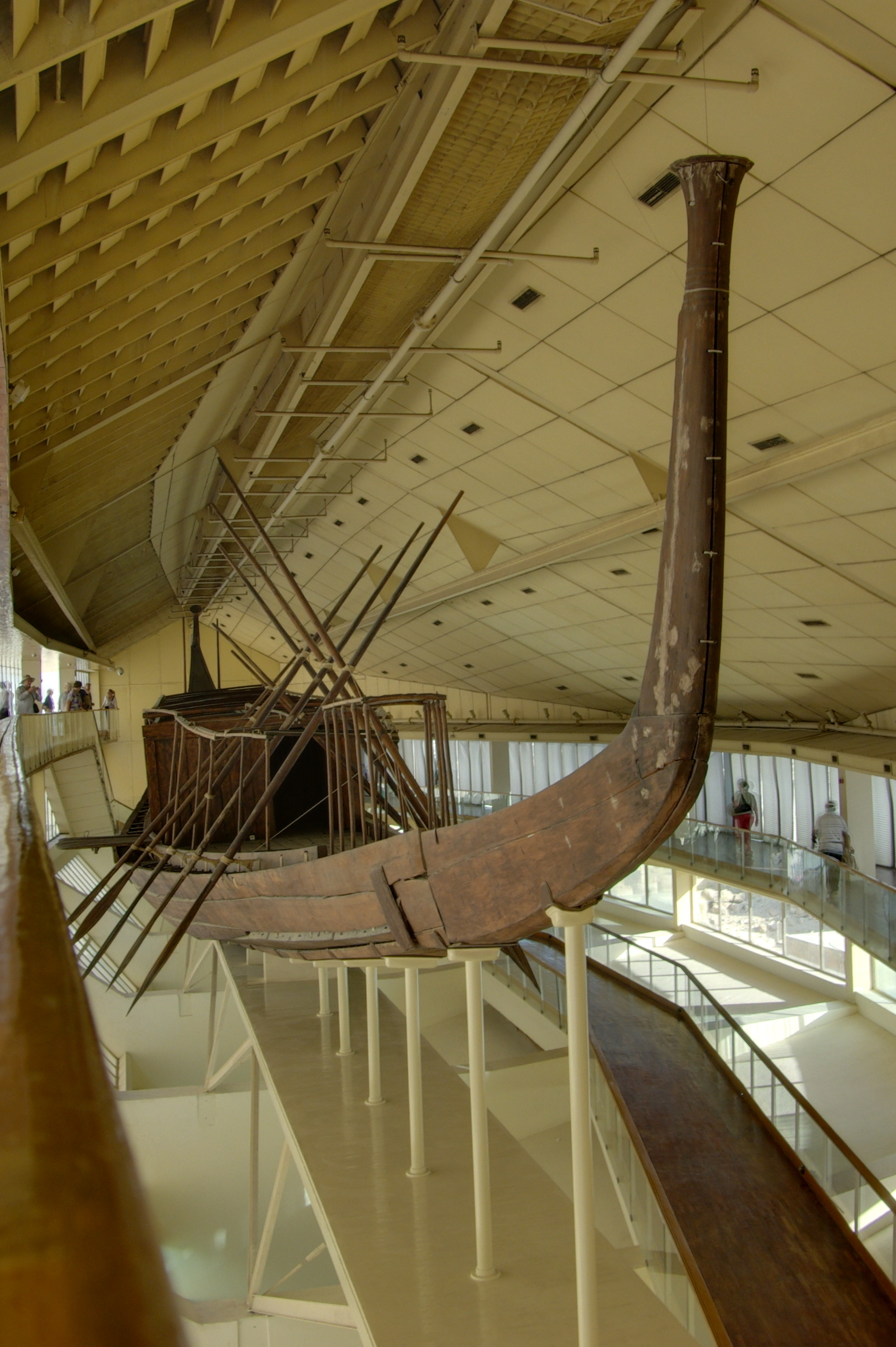
سفينة خوفو.

مراكب الشمس في عام 1954 عند قاعدة الهرم الأكبر بالجيزة بمصر، اكتشف عالم الآثار المصري كمال الملاخ حفرتين مسقوفتين عند قاعدة هرم خوفو الجنوبية. عُثر في قاع إحداهما على سفينة مفككة متقنة النحت من خشب الأرز، كان عدد أجزاء المركب 1224 قطعة، لا ينقص منها أي جزء. من ضمنها خمسة أزواج من المجاديف واثنين من زعانف التوجيه ومقصورة.
أُعيد تركيب مركب الشمس الأولى فبلغ طولها 42 مترا، وسُميت بمركب الشمس وسُميت أيضا سفينة خوفو. ومعروف أن السفن الجنائزية كانت تستخدم في مصر القديمة للذهاب لإستعادة الحياة من الأماكن المقدسة سفن روح الألهة.
وتروي أسطورة رع بأنه يكون طفلا عن شروقه (خبري)، ثم رجلا كاملا ظهرا (رع)، قم عجوزا في المساء (أتوم)؛ يركب مركبين - حسب عقيدة الفراعنة - وهي مراكب رع الذي هو قرص الشمس يعبر بها النهار حيث يعلو في السماء، ثم يختفي عن الأنظار وقت الغروب ويبدأ رحلة البحر السماوي خلال الليل.
أوحت رحلة الشمس اليومية ُفي السماء إلى الأساطير التي أدمجت رع في الشمس، حيث تصف النصوص شروق الشمس على الشاطئ الشرقي البعيد حيث تحييه فرقة من القردة بمجرد ظهوره فوق المياه. فإذا ما أوقظت هذه الحيوانات ترقص طربا لظهور الشمس فكانت القردة أيضا مقدسة لدى قدماء المصريين. بعد ذلك يركب رع سفينته النهارية التي تبحر به عبر السماء حتى المساء. ثم ينتقل من سفينته النهارية إلى سفينة الليل التي تبحر به في العالم السفلي، قبل شروقه مره آخرى في يوم جديد.ونسجت أساطير وقصص حول رحلة الشمس ومراكب الشمس كان كما في عقيدة المصريين القدماء. وانتشرت عبادة الشمس على الأخص في شمال مصر في عهد الفرعون خوفو؛ وبدأ الملوك الفراعنة في تسمية أنفسهم بابن رع منذ عصر خفرع. عصر بناة الأهرام وظلت هذه القرابة الشمسية في الألقاب الملكية حتى نهاية التاريخ المصري الفرعوني. وفي هليوبوليس كان المقر الرئيسي لعبادة رع حيث كان يرأس التاسوع المقدس باسم أتوم. وترأس رع مجموعة الألهة الرسمية في شمال البلاد خلال الأسرة الخامسة. أما في الجنوب فكانت تغلب عبادة أمون ومع الوقت تم توحيدهما في عبادة رع. وعندما تربع أمنحوتب الرابع خلال الأسرة الثامنة عشر عرش مصر فكر في أن يكون قرص الشمس هو الإله الأوحد وسماه آتون وترك عبادة أمون-رع. وغير اسمه الشخصي إلى إخناتون ودعى لعبادة أتون؛ وبنى مدينة أخيتاتون ليبتعد عن كهنة أمون الموجودين في طيبة، ورمز لإلهه آتون بقرص الشمس داعيا للتوحيد.

## اكتشاف مراكب الشمس
عثر في محيط الهرم الأكبر 7 حفرات تحوي بعضها مراكب. خمسة منها تتبع هرم خوفو واثنان يتبعان أهرام الملكات. وقد وجدت حفرتي مراكب الشمس جنوب هرم خوفو في حالة جيدة ومغلقة.

### حفرات المراكب الجنوبية

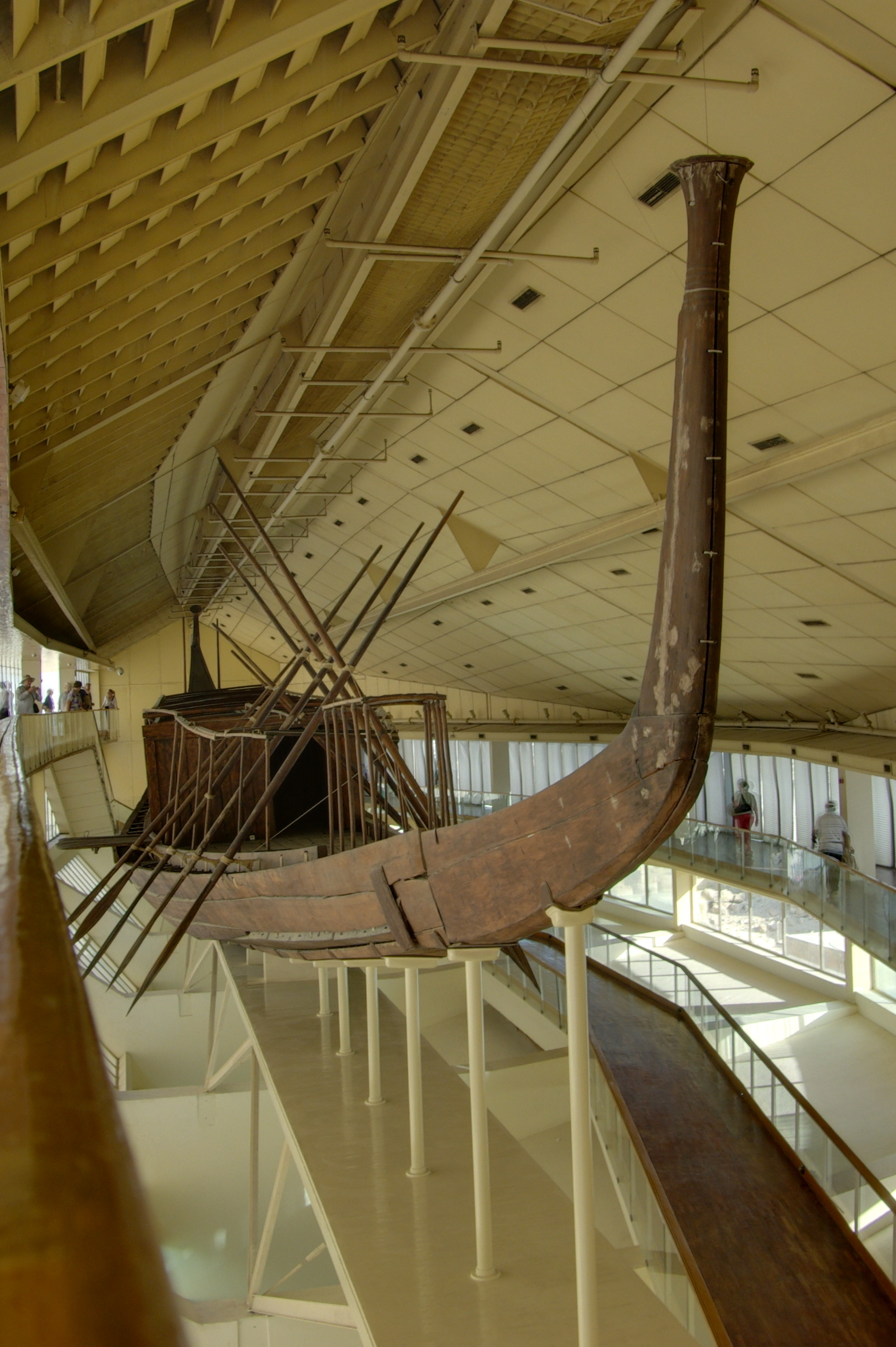
مركب الشمس في المتحف.

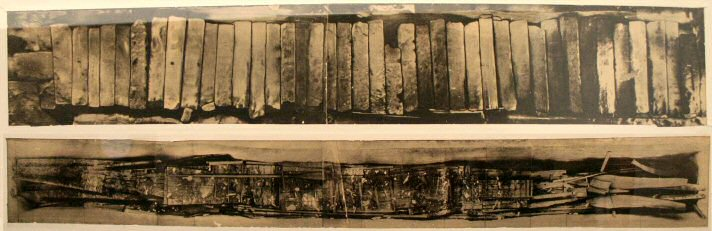
الحفرة المغلقة (أعلى) ، والمركب كما وجدت (أسفل).

اكتشفت الحفرتان الجنوبيتان من عالم الآثار المصري كمال الملاخ في عام 1954 . وأخرجت من الحفرة الشرقية أجزاء مركب شمس وأعيد تركيبها من خبراء مصريين، في عملية استمرت نحو 10 سنوات. وأما الحفرة الثانية فقد فحصت في عام 1987 . وتبين أنها تحوي أجزاء مركب شمس كاملة مفككة.
ومن المزمع تركيبها في المستقبل أيضا. مركب الشمس الأولي معروضة في متحف مركب الشمس بجانب الهرم ويمكن للزوار مشاهدتها.
الحفرة الشرقية طولية موازية للهرم من ناحية الجنوب وتبعد عنه 17 متر. يبلغ طولها 31 متر وعمقها 4و5 متر. وكانت تسد الحفرة من اعلى قطع من الحجر عرضية تستند على جانبي الحفرة الشمالي والجنوبي، وكانت الفتحات بينها مسدودة بملاط يغلق الحفرة تماما. عدد القطع الحجرية المستخدمة في سد الحفرة يبلغ 41 قطعة كبيرة مختلفة المقاييس؛ يبلغ مقاييسها في المتوسط 5و4 متر طولا و 85و0 متر عرضا و 8و1 متر ارتفاعا، وتزن كل منها ما بين 15 إلى 20 طن.
وجدت على أحجار الإغلاق كتابات هيروغليفية عديدة من العمال المصريين القدماء؛ من ضمنها أسماء مجموعات العمال التي كانت مسؤولة عن نقل تلك الأحجار، وكذلك 10 من الخراطيش تحمل اسم الفرعون خفرع الذي حكم بعد خوفو وتاريخ وضع المراكب «السنة 11 للتعداد». “. يستنتج الباحث «فرنر» من ذلك أن بعض أجزاء مجمع الهرم قد تمت بعد وفاة خوفو. ولكن باحث آخر ويدعى «هاس» فيعتقد أن التاريخ المسجل على الأحجار ينتمي إلى عهد خوفو. وعلى ذلك فيكون التسجيل على حجارة الإعغلاق قد تم في عهد خوفو. وبما أن خوفو قد حكم مصر مدة «13 من أعوام التعداد (للماشية)» فتكون تلك الحجارة قد جهزت في عهده وخزنت، حتى جاء وقت موته ودفنه. كذلك لا يستند التوقيت على الحجارة مع فترة حكم خفرع إذ أنه حكم مصر لمدة «8 من أعوام التعداد» (كان تعداد الماشية يتم في مصر القديمة عادة كل سنتين، وبناءا على ذلك فتكون فترة حكم خوفو 21 سنة على الأقل. علاوة على ذلك، لو كان وضع مراكب الشمس في عهد خفرع لكان ذلك متاخرا جدا عن الطقوس الجنائزية التي أجريت لدفن خوفو. .
كانت مركب الشمس مفككة في 1224 قطعة ووضعت في الحفرة في 13 طبقة. وهي عبارة عن مركب ملكي ذو مجاديف مصنوعة من خشب الأرز من لبنان، وتتكون المركب من عشة وخمسة أزواج من المجاديف واثنين من زعانف التوجيه وسقالة للرسو على الشاطيء.
يصل طول المركب إلى نحو3و42 متر وأقصى عرضه 6و5 متر، ويشابه في شكله شكل مركب البردي. وقد استغرق إعادة تركيبه نحو 10 سنوات؛ ووضع في متحفه للعرض في عام 1982 بجانب الهرم.
وتبين خدوش على المركب أنه كان يستخدم في عهد الملك.. ولكن عالم الآثار المصري يعتقد بأن المركب لم ينزل إلى الماء. وتوجد أثار وبقايا لاخشاب في موقع الهرم تدل على ان مركب الشمس قد تم صناعته في ذلك الموقع.
في عام 1987 بينت كاميرات صغيرة أدخلت في الحفرة الثانية أن مركبا اخرا موجود ومفكك. يعتقد عالم الآثار الألماني «هاس» أنها لمركب شراعي. وبعد عدة سنوات من التجهيزات بدأت في عام 2009 مجموعة من الباحثين اليابانيين من جامعة واسيدا، طوكيو، وبالتعاون من مصلحة الأثار المصرية فحص محتويات الحفرة الثانية. وبدأ استخراج أجزاء المركب من الحفرة الثانية في يونيو 2013 . يقوم
.

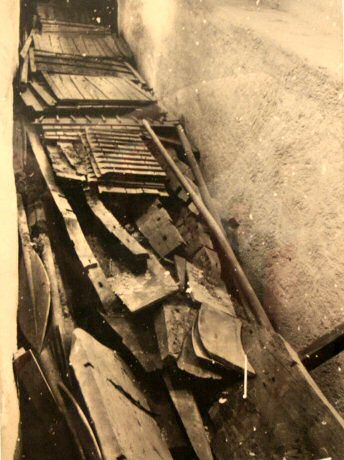
مركب الشمس المكتشف في عام 1954
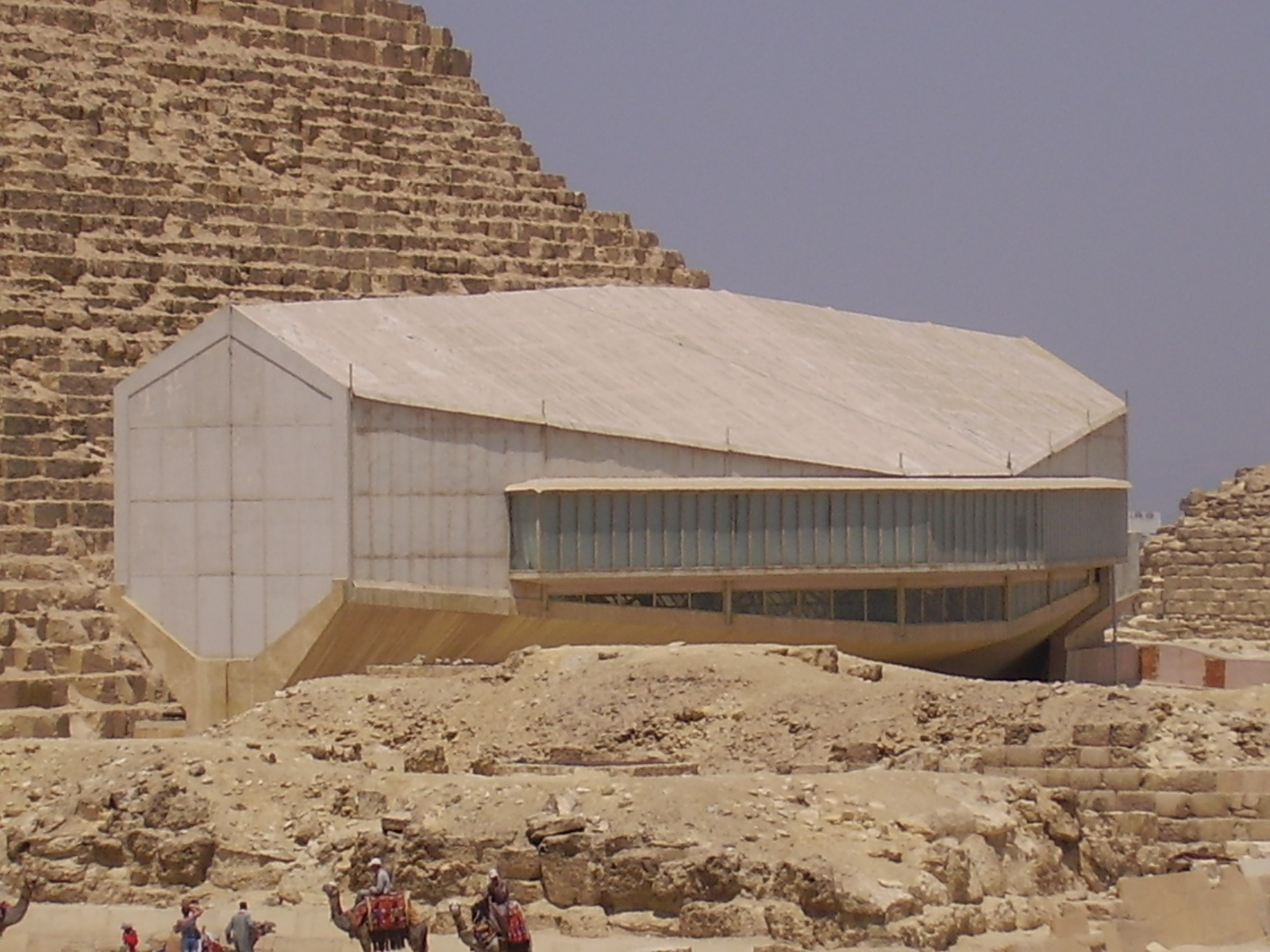
متحف مركب الشمس بجانب الهرم
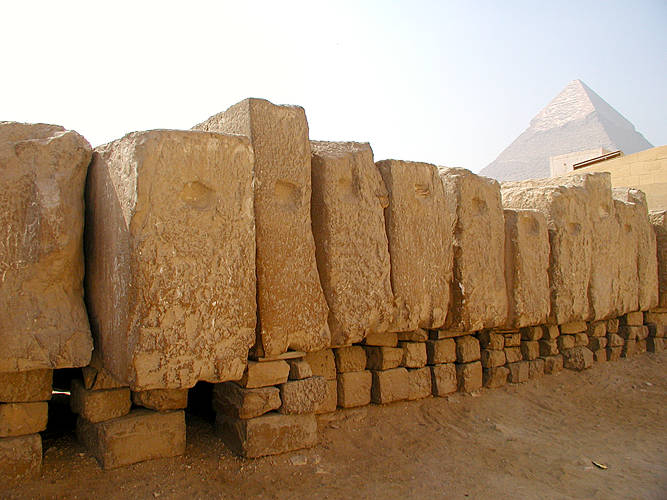
أحجار إغلاق حفرة مركب الشمس
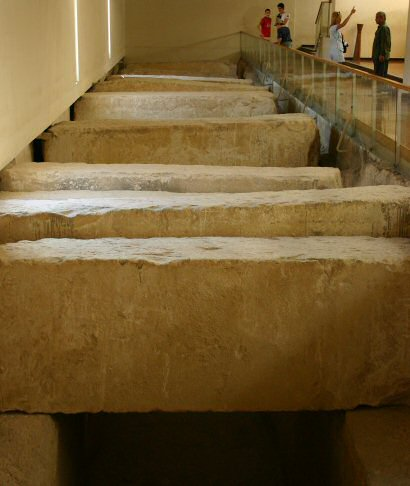
حفرة مركب الشمس وهي موجودة في متحف مركب الشمس

### حفرات مراكب أخرى
توجد في منطقة أهرام الجيزة 7 حفرات يحتوي بعضها على مراكب شمس. مركب الشمس الأولى التي اكتشفها عالم الآثار المصري كمال الملاخ في عام 1954 قد استخرجت وتم إعادة تركيبها، وهي معروضة الآن في متحف مركب الشمس في الجيزة. لمعرفة أكثر عن باقي حفرات المراكب انظر المقال التفصيلي الهرم الأكبر.

## جدول مقارنة لمراكب الشمس في مصر
| إسم المركب                                        | التاريخ           | العدد | مكان الإكتشاف | المكان الحالي | الطول والعرض                        | المالك                      | تاريخ الإكتشاف                   | الحالة الآن                                                                               | إحداثيات موقع الإكتشاف |
| ------------------------------------------------- | ----------------- | ----- | --- | --- | ----------------------------------- | --------------------------- | -------------------------------- | ----------------------------------------------------------------------------------------- | ---------------------- |
| مركب خوفو الأولى                                  | c. 2566 BC        | 1     | جنوب هرم خوفو، الجيزة                                                                                               | متحف مركب الشمس، جنوب هرم خوفو، الجيزة | 43.6 m طول & 5.9 m عرض              | خوفو                        | 1954 كمال الملاخ                 | أعيد تركيب المركب والحفرة محفوظة                                                          |                        |
| مركب خوفو الثانية                                 | c. 2566 BC        | 1     | جنوب هرم خوفو، الجيزة                                                                                               | حفرة المركب الثانية، جنوب هرم خوفو، الجيزة | N/A                                 | خوفو                        | 1954 كمال الملاخ & تفحص منذ 2012 | الحفرة محفوظة بما فيها                                                                    |                        |
| مركب حتب حرس                                      | c. 2589–2566 BC   | 1     | هرم حتب-حرس (GIa), مجمع هرم خوفو، الجيزة                                                                            | N/A | N/A                                 | الملكة حتب حرس              | N/A                              | الحفرة محفوظة بما فيها                                                                    |                        |
| مركب الكا                                         | c. 2566 BC        | 1     | Pyramid of the Ka, Khufu pyramid complex, Giza                                                                      | N/A | N/A                                 | King خوفو                   | 1954                             | Boat pit preserved                                                                        |                        |
| مراكب خوفو الأخرى                                 | c. 2566 BC        | 3     | East of Khufu pyramid, Giza                                                                                         | N/A | N/A                                 | King خوفو                   | N/A                              | Ship pits preserved                                                                       |                        |
| Khentkaus II مركب خنتكاوس الثاتي                  | c. 2445 BC        | 2     | pyramid of Khentkawes in Giza (LG 100), Giza                                                                        | N/A | N/A                                 | Queen خنتكاوس الثانية       | 1906 by Borchardt                | Ship pits preserved                                                                       |                        |
| مراكب خفرع                                        | c. 2570 BC        | 7     | 5 around the Upper temple: 2 on north side & 3 on south; 2 in tunnels of Lower temple; Khafra pyramid complex, Giza | N/A | N/A                                 | King خفرع                   | 1837 by John Perring ?           | Ship pits are preserved                                                                   |                        |
| Nyuserre Ini مركب نيسيرع إني                      | c. 2421 BC        | 1     | outside the temple on the south-east corner of Niuserre Sun Temple, Abo Gorab, Abusir                               | Boat pit preserved | N/A                                 | King ني أوسر رع             | 1905                             | Boat pit preserved                                                                        |                        |
| Den مركب دن                                       | c. 2935 BC        | 2     | northern area of Mastaba number six, Abu Rawash                                                                     | New National Museum of Egyptian Civilization | 6 m length and 1.5 m wide           | King دن (فرعون)             | 2012                             | Preserved                                                                                 |                        |
| Djedefre مركب دجدفري                              | c. 2575 BC        | 1     | East side of the pyramid complex of Djedefre, Abu Rawash                                                            | Louvre, France | 35 m long & ? m wide                | \king دجيدف رع، son of خوفو | 1901                             | Boat pit preserved & beautiful heads carved into the likeness of Djedefre were found here |                        |
| Neferirkare مركب نفركارع                          | c. 2181-2160 BC   | 2     | North & South sides of Neferirkare pyramid, Abusir                                                                  | mentioned in a papyrus | N/A                                 | King نفر إر كا رع           | 1904? by M. Verner               | only dust remains Boat pits preserved                                                     |                        |
| Neferefre مركب نفرإفري                            | c. 2445 BC        | 5     | funerary temple of Neferefre, Abu Sir                                                                               | N/A | N/A                                 | King نفر ف رع               | N/A                              | Boat pits preserved                                                                       |                        |
| Ptahshepses مركب بتاح شيبسيس                      | c. 2445–2421 BC   | 2     | Southern part of the complex of the vizier Ptahshepses, Abu Sir                                                     | N/A | N/A                                 | Ptahshepses                 | N/A                              | Boat pits preserved                                                                       |                        |
| Hor-Aha مراكب حور أحا                             | c. 2775 BC        | 14    | between the Shunet ez-Zabib and the Western Mastaba, Abydos                                                         | N/A | 18–27 m long & 2.5 m wide           | King حور عحا                | 1991                             | Fragile boat remains                                                                      |                        |
| Khasekhemwy مراكب خاسيخيموي                       | c. 2675 BC        | 12    | Umm el Qa'ab, Abydos                                                                                                | N/A | 25 m long & 2.5 m wide & 0.5 m deep | خع سخموي                    | 2000 by D O'Connor               | Fragile boat remains                                                                      |                        |
| Senusret III مراكب سنوسرت الثالث                  | c. 1839 BC        | 6     | Near the pyramid of Senusret III, Dashur                                                                            | 1 in Carnegie Museum of Natural History in Pittsburgh, USA and 1 in the Field Museum of Natural History in Chicago, USA; 2 in The Cairo Egyptian Museum & 2 were lost? | 10–18 m long & 5.9 m wide           | King سنوسرت الثالث          | 1893 Jaques de Morgan            | Well preserved                                                                            |                        |
| Amenemhat III مركب أمنمحات الثالث                 | c. 1814 BC        | 1     | South perimeter of Amenemhat IIIpyramid, Dashur                                                                     | decomposed | 15 m long & 5.7 m wide              | King أمنمحات الثالث         | ?                                | Ship pit preserved                                                                        |                        |
| Saqqarah First dynasty مراكب الأسرة الأولي بسقارة | c. 3100-2890 BC   | 3     | Tomb S 3357, سقارة                                                                                                  | N/A | N/A                                 | أسرة مصرية أولى kings       | 1957 by W. Emory                 | Ship pits preserved                                                                       |                        |
| Kagemni مراكب كاجمني                              | c. 2345 – 2333 BC | 2     | tomb of the vizier Kagemni, Saqqara                                                                                 | N/A | N/A                                 | Vizier Kagemni              | N/A                              | Ship pits preserved                                                                       |                        |
| Unas مراكب أوناس                                  | c. 2345 BC        | 2     | 150 meter from the funeral Temple of Unas Pyramid, Saqqara                                                          | N/A | 44 m long & ? m wide                | King أوناس                  | ?                                | Ship pits preserved                                                                       |                        |
| Tarkhan مركب طرخان                                | c. 3100-2890 BC   | ?     | طرخان or Kafr Ammar                                                                                                 | N/A | N/A                                 | أسرة مصرية أولى kings?      | 1913 by فلندرز بيتري             | N/A                                                                                       |                        |
| Helwan مراكب حلوان                                | c. 3100-2890 BC   | 5     | Tombs 762 H5, 649 H5, 1502 H2 and 680 H5), Helwan                                                                   | N/A | N/A                                 | أسرة مصرية أولى kings?      | 1940s by Z Saad                  | N/A                                                                                       |                        |
| Senusert I مركب سنوسرت الأول                      | c. 1926 BC        | 1?    | Pyramid of Senusret I, اللشت                                                                                        | N/A | N/A                                 | King سنوسرت الأول           | ?                                | 40 timbers are preserved                                                                  |                        |
| Amenemhat I مركب أمنمحات الأول                    | c. 1962 BC        | 1     | Pyramid of Amenemhat I, اللشت                                                                                       | N/A | N/A                                 | King أمنمحات الأول          | ?                                | N/A                                                                                       |                        |
| Imhotep مركب إيمحوتب                              | c. 2650–2600 BC   | 1     | Pyramid of Imhotep?, اللشت                                                                                          | N/A | N/A                                 | Chancellor إمحوتب           | ?                                | N/A                                                                                       |                        |

## وصلات خارجية
صور لمراكب الشمس